# Christine Scheyer

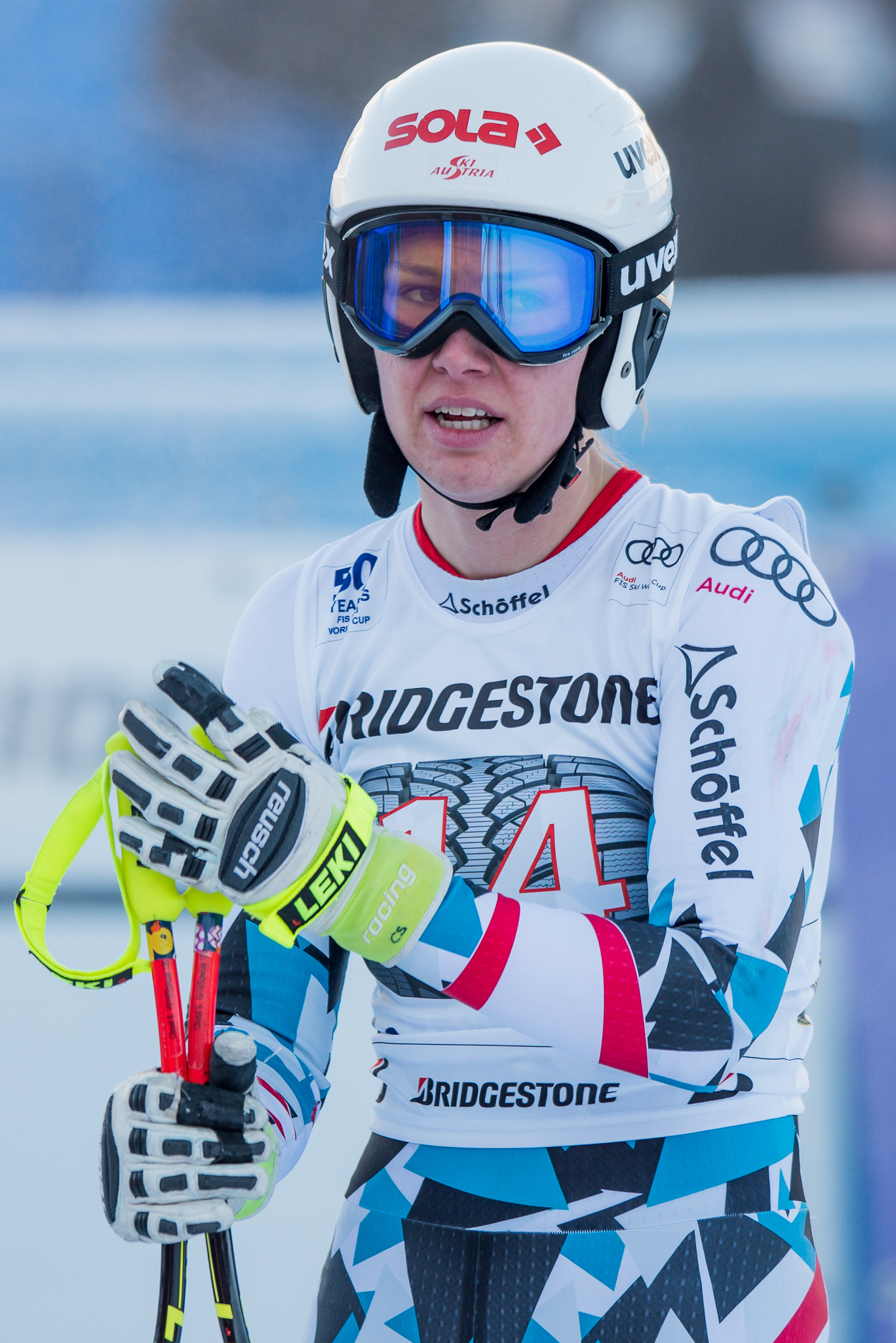
Christine Scheyer (2017)

Christine Scheyer nació el 18 de julio de 1994 en Austria, es una esquiadora que tiene 1 victoria en la Copa del Mundo de Esquí Alpino (con un total de 1 podio).

## Resultados

### Copa del Mundo

#### Clasificación general Copa del Mundo
- 2015-2016: 111.ª

#### Victorias en la Copa del Mundo (1)

##### Descenso (1)
| Fecha               | Lugar      |
| ------------------- | ---------- |
| 15 de enero de 2017 | Zauchensee |